# Sculptolobus sulcifer
Sculptolobus sulcifer är en stekelart som beskrevs av Yang, van Achterberg och Chen 2008. Sculptolobus sulcifer ingår i släktet Sculptolobus och familjen bracksteklar. Inga underarter finns listade i Catalogue of Life.